# 吉本勢
吉本勢（よしもと せい，1889年（明治22年）12月5日 - 1950年（昭和25年）3月14日）是娛樂業企業家。吉本興業（初代，現・吉本興業控股）創始人。

## 人物
- 1889年12月5日，出生於兵庫縣明石市，是米商的三女（第4子）。
- 1910年4月的20歳時，與位於大阪市東區（現・中央區）内本町橋詰町的店舖「箸吉（はしよし）」的兒子吉本吉兵衛（通稱：吉本泰三）結婚（實際上，他們在1907年12月的18歳時就已經開始結婚生活）。「箸吉」則是一家專門向高級料亭收購筷子販售的家用品批發商。
- 1912年（明治45年）4月1日，夫婦收購天滿八軒(天滿八軒的稱呼是來自於過去大阪人對於與飲食店以及土產店並立的8家劇場的稱呼)的其中一家「第二文藝館」，並因此開始經營劇場事業。
- 1913年（大正2年）1月，他們在大阪市南區笠屋町（現・大阪市中央區東心齋橋）創立「吉本興行部」。
- 1928年（昭和3年），獲得紺綬褒章[1]。

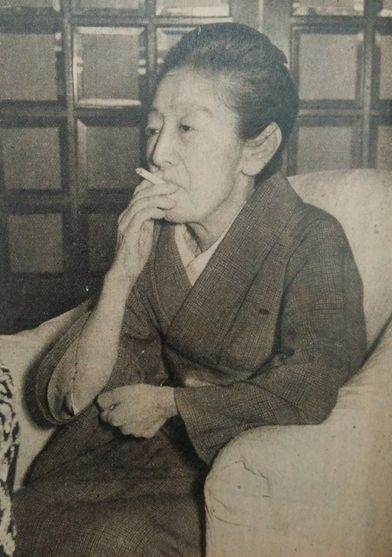
1948年，晩年的吉本勢

- 1932年（昭和7年）3月1日藉由吉本興行部改組而創立「吉本興業合名公司」。
- 1948年1月7日，從吉本興業合名公司再改組為「吉本興業股份有限公司」並就任會長。
- 1950年3月14日，因為肺結核過世。享年60歲。墓地在豐中市的服部靈園。

### 其他親人
- 弟弟是吉本興業前社長的林正之助以及同樣擔任東京吉本社長的林弘高。
- 丈夫吉兵衛在1924年過世。他與吉兵衛之間生下吉本穎右等2男6女，但包括穎右（1947年，24歳過世）在內，卻有許多子女比他早過世。此外，勢自己也提過他有兩次流產或是死產。
- 兒子吉本穎右雖與人氣歌手笠置靜子交往。但被勢反對，且因為穎右早逝，所以兩人未能結婚。在穎右死後，靜子也生下他的女兒龜井英子並由靜子養育成人。

## 家族
- 長女：吉本喜代子 明治43年（1910年）11月6日 - 大正9年（1920年）／大正10年（1921年）
- 次女：吉本千代子 明治44年（1911年）11月17日 - 明治44年（1911年）11月27日
- 三女：吉本峰子 大正3年（1914年）1月14日 – 逝年不詳
  - 之後改名吉本惠津子。阿勢過世後，他也繼承吉本興業的股票。
- 四女：吉本吉子 大正5年（1915年）4月12日 - 大正6年（1916年）
- 長男：吉本泰之助 大正6年（1916年）12月1日 - 大正8年（1918年）
- 五女：吉本幸子 大正9年（1920年）9月3日 - 逝年不詳
- 六女：吉本邦子 大正11年（1922年）7月6日 - 逝年不詳
- 次男：吉本泰典 大正12年（1923年）10月26日 - 昭和22年（1947年）5月19日
  - 之後改名為吉本頴右。過世後，他與知名歌手笠置靜子之間唯一的孩子・龜井英子出生。但因為英子並未入籍吉本家，因此頴右作為吉本的唯一男系也因此斷絕[a]。

## 登場作品
以下，也包括以勢為原型的虛構作品人物。

### 小說
- 山崎豐子『花のれん』（1958年，中央公論社，登場人物的名字為「河島多加」）

### 舞台劇
- 藝術座公演『花のれん』（1958年，導演：菊田一夫，演：三益愛子，角色名「河島多加」）
- 藝術座公演『おもろい女』（1978年 - 2006年，導演：早野寿郎，演：青木玲子，角色名「菱本せつ」）
- 帝國劇場公演『桜月記-女興行師 吉本勢』（1991年，原作：矢野誠一，演：森光子）
- 吉本興業創業100周年記念公演『吉本百年物語』（2012年，難波豪華花月）
  - 「大将と御寮ンさん・二人の夢」（演：國仲涼子）
  - 「キミとボクから始まった」（演：海原ともこ）
  - 「笑う門には，大大阪」（演：南野陽子）
- 新橋演舞場・博多座公演『笑う門には福来たる〜女興行師 吉本勢〜』（2014年，演：藤山直美）
- 東寶公演『おもろい女』（2015年，演：正司花江，角色名「菱本せつ」）
- 大阪松竹座公演『笑う門には福来たる〜女興行師 吉本勢〜』（2016年，演：藤山直美）

### 電影
- 東寶電影『花のれん』（1959年，導演：豐田四郎，演：淡島千景，角色名「河島多加」）
- 松竹『横堀川』（1966年，導演：大庭秀雄，演：倍賞千惠子，角色名「多加」）

### 電視劇
- 富士電視台三菱鑽石劇場『花のれん』（1960年，演：萬代峰子，角色名「河島多加」）
- 日本放送協會NHK『横堀川』（1966年 - 67年，演：南田洋子，角色名「河島多加」）
- NHK連續電視小說
  - 第33作『心はいつもラムネ色』（1984年 - 85年，演：眞野あずさ，角色名「福本桁乃」）
  - 第97作『わろてんか』（2017年 - 18年，演：葵若菜〈小時候：新井美羽〉 ，角色名「北村（舊姓：藤岡）典」）
  - 第109作『 布基烏基』（2023年 - 24年，演：小雪，角色名「村山富」）
- 關西電視台『花王名人劇場』「にっぽん笑売人」（1988年，演：小川真由美）
- 東京電視台特別劇『花のれん』（1995年，演：宮本信子，角色名「河島多加」）
- 東海電視台『鈴子の恋』（2012年，演：加藤和子）

### 歷史紀錄片
- BS-TBS『にっぽん!歴史鑑定』2017年11月6日播放#134「吉本興業創業者・吉本勢的真實」吉本勢生涯特集的歷史節目

## 備註

### 出處
1. ↑  . 吉本興業.   [2020-07-30]. （原始内容存档于2022-05-13）.
2. ↑  . Ameba News.   [2020-06-04]. 原始内容存档于2020-06-03.

## 關聯項目
- 林正之助
- 花のれん（山崎豐子的小説，是該作品主角的原型）
- 難波豪華花月